# Guardo, ci penso e nasco
Guardo, ci penso e nasco (Delivering Milo) è un film del 2001 diretto da Nick Castle.
Nel film compare in un cameo lo sceneggiatore Dan O'Bannon.

## Trama
Durante il travaglio di una madre, Elmore un angelo custode ha il compito di convincere Milo, il futuro figlio della donna, ad uscire dall'utero materno ed affrontare la vita bella o brutta che sia, anche nella frenetica e caotica New York. L'angelo ha solo 24 ore e chiede in cambio la vita sulla terra.

## Riconoscimenti
- 2001 - Festival internazionale del cinema fantastico di Bruxelles
  - Corvo d'Argento